# St. Ägidius (Sankt Gilla)

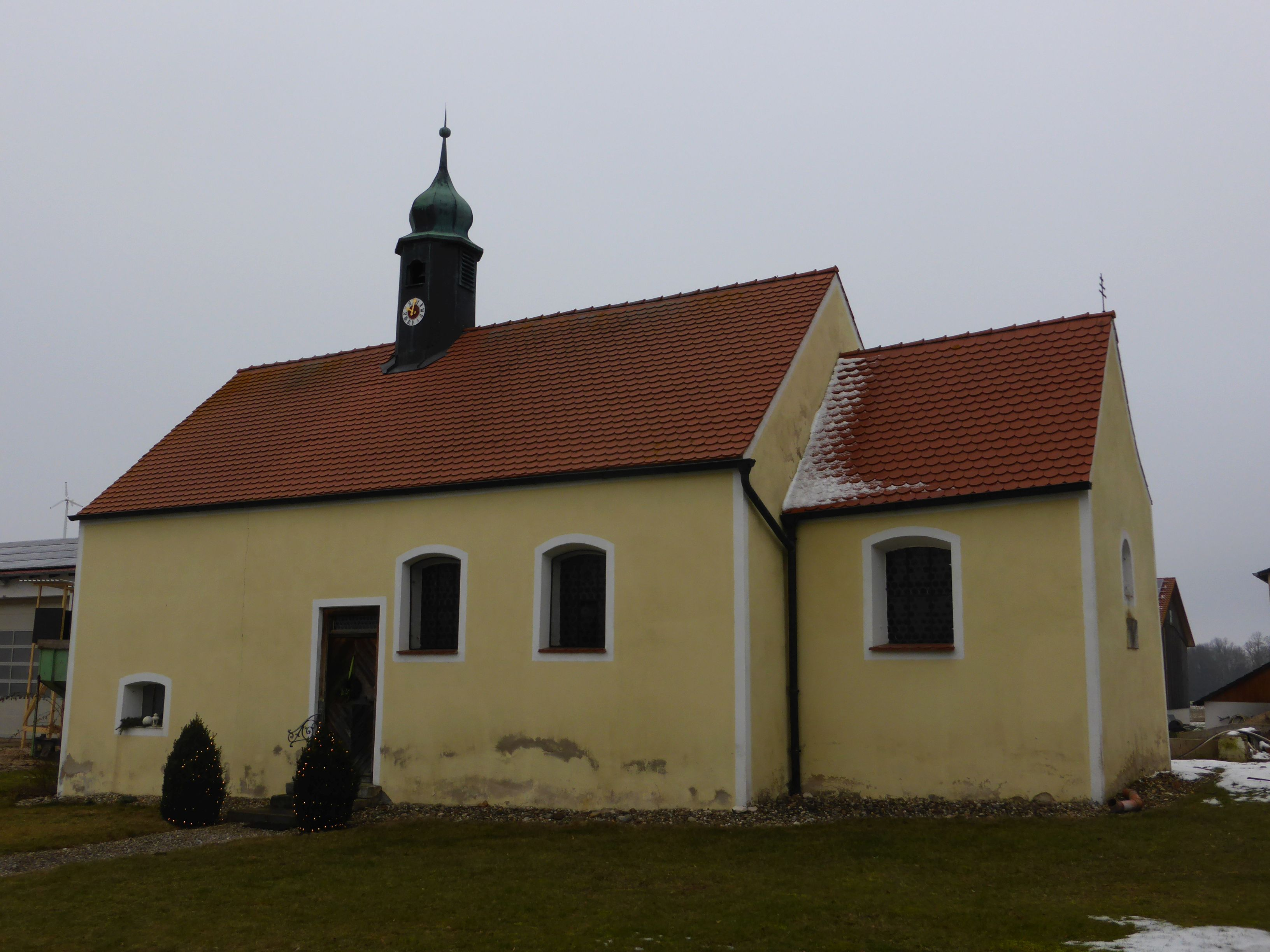
St. Ägidius (Sant Gilla)

Die römisch-katholische, denkmalgeschützte Kapelle St. Ägidius steht in Sankt Gilla, einem Gemeindeteil der Gemeinde Mintraching im Landkreis Regensburg in der Oberpfalz. Sie ist dem Bistum Regensburg zugeordnet. Das Bauwerk ist unter der Denkmalnummer D-3-75-170-35 als Baudenkmal in die Bayerische Denkmalliste eingetragen.

## Beschreibung
Die Saalkirche wurde im 17. Jahrhundert erbaut. Sie besteht aus einem Langhaus, einem eingezogenen rechteckigen Chor im Osten und der Sakristei unter dem Schleppdach im Norden des Chors. Aus dem Satteldach des Langhauses erhebt sich ein achteckiger Dachreiter, der die Turmuhr und den Glockenstuhl beherbergt und der mit einer Zwiebelhaube bedeckt ist. Der Innenraum des Langhauses ist mit einer Flachdecke überspannt.